# هاري رايت (لاعب كرة قدم)
هاري رايت (بالإنجليزية: Harry Wright)‏ هو لاعب كرة قدم بريطاني، (و. 1900  م). لعب مع برادفورد سيتي.